# Strazjitsa
Strazjitsa (Bulgaars: Стражица) is een kleine stad in de oblast Veliko Tarnovo in Bulgarije. De stad is de hoofdplaats van de gelijknamige gemeente Strazjitsa. Enkele grote steden in de buurt zijn Gorna Orjachovitsa (27 km), Popovo (33 km) en Veliko Tarnovo (45 km). Strazjitsa ligt 222 kilometer ten (noord)oosten van de hoofdstad Sofia. 

## Bevolking
Tussen de officiële volkstellingen van 1934 en 2011 is de bevolking van de stad Strazjitsa vrij stabiel gebleven, terwijl het inwonersaantal van de gemeente Strazjitsa slechts een derde van het oorspronkelijke aantal (zie: onderstaand tabel). Op 31 december 2019 telde de stad Strazjitsa 4.165 inwoners, terwijl de gemeente Strazjitsa 11.561 inwoners had.
| Jaar                | 1934   | 1946   | 1956   | 1965   | 1975   | 1985   | 1992   | 2001   | 2011   | 2019   |
| stad Strazjitsa     | 4 498  | 4 663  | 4 186  | 4 097  | 5 029  | 5 509  | 5 554  | 5 278  | 4 417  | 4 165  |
| gemeente Strazjitsa | 35 056 | 36 468 | 31 839 | 26 995 | 23 750 | 20 699 | 18 759 | 16 504 | 12 721 | 11 561 |

#### Religie
In de volkstelling van 1 februari 2011 was het invullen van een geloofsovertuiging optioneel. Van de 12.721 mensen die werden geregistreerd bij de volkstelling van 2011 kozen 1.478 personen (12%) ervoor om hun religieuze overtuiging niet te specificeren. Bovendien hadden 1.977 personen, oftewel 15% van de bevolking en 18% van de respondenten, de vraag onbeantwoord gelaten. De grootste religies waren de Bulgaars-Orthodoxe Kerk (64%) en de islam (12%), gevolgd door mensen zonder religieuze overtuiging (5%).
|                              | Aantal | Percentage (%) | Percentage (%) |
| 12721                        | Totaal | Respondenten   |                |
| ---------------------------- | ------ | -------------- | -------------- |
| Bulgaars-Orthodoxe Kerk      | 7147   | 56,18          | 63,57          |
| Katholieke Kerk in Bulgarije | 29     | 0,23           | 0,26           |
| Protestantisme               | 75     | 0,59           | 0,67           |
| Islam                        | 1392   | 10,94          | 12,38          |
| Overig                       | 11     | 0,09           | 0,10           |
| Onkerkelijk                  | 612    | 4,81           | 5,44           |
| Geen antwoord                | 1977   | 15,54          | 17,57          |
| Onbekend                     | 1478   | 11,68          | -              |

## Nederzettingen
De gemeente Strazjitsa heeft een oppervlakte van 572 km² en telt de volgende 22 nederzettingen:
| - Asenovo - Balkantsi - Blagoevo - Brjagovitsa - Gorski Senovets - Kamen - Kavlak - Kesarevo | - Lozen - Ljoebentsi - Mirovo - Nikolaevo - Novo Gradisjte - Nova Varbovka - Strazjitsa | - Soesjitsa - Temenoega - Tsarski Izvor - Vinograd - Vladislav - Vodno - Zjelezartsi |